# CGC Viareggio 1985-1986
Questa voce raccoglie le informazioni riguardanti il CGC Viareggio nelle competizioni ufficiali della stagione 1985-1986.

## Stagione
Undicesimo campionato di massima serie, dopo due anni di assenza. I piani societari erano quelli di rimanere in Serie A1 tranquillamente e centrare la zona play-off. Obbiettivo raggiunto con sofferenza all'ultima giornata.

## Maglie e sponsor
Lo sponsor ufficiale per la stagione 1985-1986 fu Levante Assicurazioni. 
|  | 1ª divisa | 2ª divisa |

## Rosa
| N° | Naz.                 | Ruolo | Sportivo              |  |  |  |
| -- | -------------------- | ----- | --------------------- |  |  |  |
| 1  | Italia (bandiera)    | P     | Alberto Galeotti      |  |  |  |
| 10 | Italia (bandiera)    | P     | Alessandro Pardini    |  |  |  |
|    | Italia (bandiera)    | E     | Nicoletti             |  |  |  |
|    | Italia (bandiera)    | E     | Gino Marabotti        |  |  |  |
|    | Italia (bandiera)    | E     | Alessandro Giovannoni |  |  |  |
|    | Italia (bandiera)    | E     | Silvano Paoli         |  |  |  |
|    | Spagna (bandiera)    | E     | Ramon Auladell        |  |  |  |
|    | Argentina (bandiera) | E     | Nelson Jaime          |  |  |  |
|    | Italia (bandiera)    | E     | Bertuccelli           |  |  |  |
|    | Italia (bandiera)    | E     | Bertolucci            |  |  |  |
|    | Italia (bandiera)    | E     | Petrucci              |  |  |  |